# チュー (ベトナム)
チュー（ベトナム語：Thị xã Chũ / 市社珠?）は、ベトナム社会主義共和国バクザン省の町である。

## 行政区画
以下の5坊5社を管轄する。
- チュー坊（Chũ / 珠）
- ホンザン坊（Hồng Giang / 紅江）
- フオンソン坊（Phượng Sơn / 鳳山）
- タインハイ坊（Thanh Hải / 清海）
- チューヒュー坊（Trù Hựu / 住佑）
- キエンラオ社（Kiên Lao / 堅牢）
- キエンタイン社（Kiên Thành / 堅城）
- ミーアン社（Mỹ An / 美安）
- ナムズオン社（Nam Dương / 南陽）
- クイソン社（Quý Sơn / 貴山）